# Metka Sparavec
Metka Sparavec, slovenska plavalka in trenerka, * 9. december 1978, Maribor. 
Metka Sparavec je za Slovenijo nastopila na Poletnih olimpijskih igrah 1996 v Atlanti, kjer je osvojila 25. mesto v disciplini 50 m prosto in 28. mesto v disciplini 100 m prosto.
Leta 1999 je bila izbrana za Slovensko športnico leta potem, ko je osvojila bronasto kolajno v disciplini 50 m hrbtno na EP v Istanbulu.
Deluje kot plavalna trenerka, trenira tudi hčer Katjo Fain.